# جول بالطيق (رخية)
'

تعديل مصدري - تعديل

جول بالطيق هي إحدى قرى عزلة رخية بمديرية رخية التابعة لمحافظة حضرموت، بلغ تعداد سكانها 50 نسمة حسب تعداد اليمن لعام 2004.